# امانوئل اورلاندی
امانوئل اورلاندی (انگلیسی: Emanuele Orlandi؛ زادهٔ ۴ فوریهٔ ۱۹۸۸) بازیکن فوتبال اهل ایتالیا است.